# انتخابات الرئاسة القمرية 2016
انتخابات الرئاسة القمرية 2016 هي الانتخابات الرئاسية التي جرت في 2016، في جزر القمر، لانتخاب رئيس جزر القمر، فاز بالانتخابات غزالي عثماني.